# Isiah Thomas
Isiah Lord Thomas III (født 30. april 1961) er en amerikansk tidligere professionel basketballspiller og træner, som i dag arbejder som analytiker for NBA TV. Han spillede hele sin 13 årige NBA-karriere for Detroit Pistons, hvor han vandt to mesterskaber og blev 12 gange udvalgt til på All-Star holdet.

## Collegekarriere
Thomas spillede collegebasketball hos Indiana University Bloomington, og ledede i 1981 holdet til et nationalt mesterskab.

## NBA-karriere
Thomas blev draftet af Detroit Pistons som det andet valg i NBA draften 1981. Han imponerede med det samme, da han blev valgt til All-Star holdet i sin debutsæson, og kom på All-Rookie First Team. Thomas etablerede sig hurtigt som en af ligaens bedste guards, både offensivt og især defensivt, hvor hans evne til at stjæle bolden var blandt ligaens bedste. Efter at Chuck Daly blev hyret som træner i 1983, begyndte tingene at vende sig for Pistons. Pistons kvalificerede sig for første gang til slutspillet med Thomas i 1984, dog kom de ikke længere end den anden runde, i høj grad på grund af Boston Celtics dominerede østkonferencen.
I 1987 nåede Pistons hele vejen til semifinalen, efter at de havde samlet et af de bedste mandskaber i ligaen, og nok det mest fysiske i ligaens historie, ofte kaldet Bad Boys på grund af deres fysiske, og ofte beskidte, spil. De mødte her Celtics igen, i hvad var en af de mest fysiske slutspilserier nogensinde i NBA. Den sluttede dog i skuffelse for Pistons, da Larry Bird stjal bolden fra Thomas, og spillede bolden til Dennis Johnson, som scorede det vindene layup i de døende sekunder af den sidste kamp. Året efter mødte de igen Celtics i semifinalen, men denne gang lykkedes det endeligt Pistons at slå dem, og de kom i finalen for første gang siden 1957. De mødte her Los Angeles Lakers, men tabte i en af de tætteste finaleserier nogensinde.
Pistons vandt 63 kampe i grundspillet af 1988-89 sæsonen, som var ligaens bedste. De vendte i slutspillet tilbage til semifinalen, og mødte her Chicago Bulls. Takket være Dalys forsvarsplan imod Michael Jordan, kaldet Jordan Rules, så lykkedes det Pistons at begrænse hans effektivtet, og Pistons vandt serien på seks kampe. I finalen mødte de Lakers igen, men denne gang dominerede Pistons serien, da de vandt alle fire kampe, og dermed tog klubbens første NBA mesterskab nogensinde. Pistons efterfulgte denne succes med igen at være det bedste hold i grundspillet i 1989-90 sæsonen. De kom igen i  finalen, og vandt her deres andet mesterskab i streg, da de slog Portland Trail Blazers.
Thomas begyndte dog at døje med skader i løbet af 1990-91 sæsonen, og dog det lykkedes dem at nå til semifinalen hvor de dog blev de slået af Bulls. Pistons holdet var aldrende, og efter at have tabt i den første runde af slutspillet i 1992 og helt misset slutspillet i 1993 var holdets storhedstid ovre. I april 1994 fik Thomas en skade i akillessenen, som resulterede i, at han stoppede spillerkarriere en måned senere.

## Trænerkarriere
Thomas begyndte sin trænerkarriere i 2000 som træner for Indiana Pacers. Han var træner for holdet i tre sæsoner, og de nåede i slutspillet alle tre år, dog aldrig længere end første runde.
Thomas blev i 2003 hyret af New York Knicks som sportschef. Efter at have været igennem fem forskellige trænere, så overtog han personligt rollen i 2006. Dette var dog ingen succes, og trods Knicks havde det største lønbudget i ligaen, så var de blandt de dårligste hold. Han blev fyret i 2008.
Han blev i 2009 hyret som træner for Florida International University. Han havde rollen i tre sæsoner, dog uden nogen succes, og han blev fyret i 2012.

## Eftermæle
Thomas nummer 11 trøjenummer er blevet pensioneret af Detroit Pistons. Han blev i 2000 medlem af Naismith Memorial Basketball Hall of Fame.